# RKS Liblice 1
RKS Liblice este o instalație pentru transmisia comercială a undelor radio lungi localizată în Republica Cehă, la aproximativ 33 de kilometri est de Praga, lângă Liblice. Este utilizată ca o antenă-T urcată la 150 de metri înălțime deasupra a două turnuri construite din oțel. Turnurile au fost demolate într-o explozie ce a avut loc pe data de 11 august 2004. 